# Veniliornis mixtus
El carpintero bataraz chico (Argentina) o carpintero bataraz (Paraguay, Uruguay) (Veniliornis mixtus), también denominado carpinterito bataraz, carpintero chorreado (Uruguay) o pico bataraz chico,  es una especie de ave piciforme perteneciente al género Veniliornis que integra la familia Picidae. Habita en arbustales, bosques, y selvas en galería, desde Bolivia y el centro de Brasil hasta el norte de la Patagonia argentina.

## Descripción
Su longitud total es de 15 cm. Ambos sexos son semejantes, aunque el macho posee la nuca roja mientras que en la hembra es negra. Su color general es negro marcado de blanco en el dorso, mientras ventralmente es blanco marcado de oscuro. Cara blanca, parche auricular y faja malar, negros.

## Distribución y hábitat
Se distribuye desde el este de Bolivia, centro del Brasil, y el oeste de Paraguay, hasta Uruguay y el norte de la Patagonia argentina.

En la Argentina se distribuye en las provincias de: Buenos Aires, Ciudad Autónoma de Buenos Aires, Catamarca, Chaco, Chubut, Córdoba, Corrientes, Entre Ríos, Formosa, Jujuy, La Pampa, La Rioja, Mendoza, Neuquén, Río Negro, Salta, San Juan, San Luis, Santa Fe, Santiago del Estero, y Tucumán.
 
Sus hábitats naturales son arbustales áridos, bosques de varios tipos —tanto húmedos como xerófilos—, y selvas en galería.

## Comportamiento
Es un ave que vive mayormente solitaria o en pareja, diurna, arborícola, de estratos medios a altos de las selvas y bosques. Mientras mantiene su cola apoyada en la corteza, recorre el tronco en busca de insectos. Marca su territorio con llamados agudos y golpeteos en troncos huecos. Su vuelo es ondulado y lento.

Es parcialmente migratoria en algunos lugares.

### Alimentación
Se alimenta de semillas, además de insectos y sus larvas xilófagas, hormigas y termitas, sus huevos y pupas.

### Reproducción
La pareja excava su nido en troncos secos de árboles o palmeras muertas entre 3 y 6 m del suelo, donde incuban hasta 4 huevos.

## Sistemática

### Descripción original
Fue descrita originalmente por el naturalista neerlandés Pieter Boddaert en el año 1783 bajo el nombre de Picus mixtus con localidad típica: «Buenos Aires, Argentina».

### Taxonomía
De acuerdo con la propuesta aprobada N° 262 al South American Classification Committee (SACC) con base en estudios de filogenia de ADN mitocondrial del género Veniliornis y géneros parientes conducidos por Moore et al. (2006), las especies antes denominadas Picoides mixtus y Picoides lignarius fueron transferidas a Veniliornis; y la anterior Veniliornis fumigatus a Picoides, bajo el nombre Picoides fumigatus.

Forma una superespecie con Veniliornis lignarius; parecen ser genéticamente próximos, por lo que podrían pertenecer a una única especie, pero alguna posible superposición en sus áreas de reproducción aún no está bien documentada. Genéticamente ambas guardan mayor distancia con otros congéneres americanos.

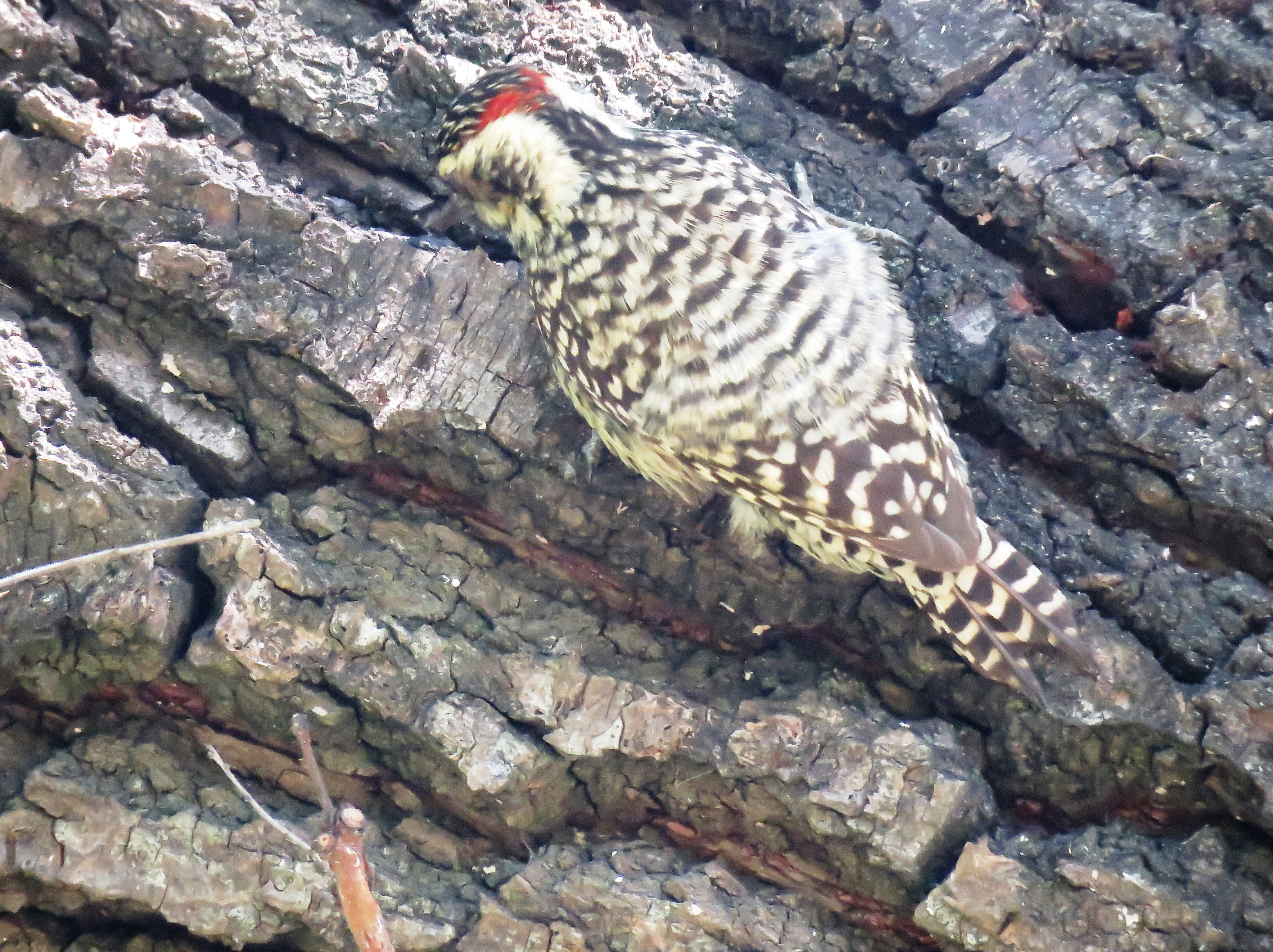
Carpintero Bataraz Chico (macho). En la Reserva Ecológica de Costanera Sur (Ciudad de Buenos Aires, Argentina). Foto: Diego S. Gallotti

### Subespecies
Esta especie está dividida en varios taxones subespecíficos. Las subespecies intergradan en sus áreas de contacto, por lo que a Veniliornis mixtus malleator y a Veniliornis mixtus berlepschi podría ser más apropiado agruparlas con Veniliornis mixtus mixtus. 
Las diferencias subespecíficas en esta especie son contrarias a lo esperable según la regla Gloger. V. m. malleator y V. m. berlepschi, las cuales habitan en ambientes áridos, tienen patrones más oscuros y más prominente rayado ventral, mientras que las otras dos subespecies, que son taxones de bosques más húmedos y selvas en galería, son en general más pálidas.
Según la clasificación del Congreso Ornitológico Internacional (IOC) (Versión 5.1, 2015) y Clements Checklist 6.9, se reconocen 4 subespecies, con su correspondiente distribución geográfica:
- Veniliornis mixtus cancellatus (Wagler, 1829)  - Desde el extremo este de Bolivia (montes Huanchaca) hasta el este de Brasil (oeste de Piauí, hacia el sur hasta el sur de Mato Grosso , oeste de Minas Gerais y Río Grande del Sur). Además en Paraguay, y Uruguay.
- Veniliornis mixtus malleator (Wetmore, 1922)  - El Chaco del sudeste de Bolivia, el oeste de Paraguay y el norte de la Argentina, en Formosa, Chaco, Santa Fe, Santiago del Estero, Jujuy, Salta, Tucumán, Catamarca, La Rioja, y Córdoba.
- Veniliornis mixtus berlepschi (Hellmayr, 1915)  - El centro y oeste de la Argentina, desde San Juan, Mendoza, San Luis, y Córdoba, hacia el sur hasta La Pampa, Neuquén, Río Negro, Chubut, y el sudoeste de Buenos Aires.
- Veniliornis mixtus mixtus (Boddaert, 1783)  - Corrientes, Entre Ríos, y nordeste de Buenos Aires, y la Ciudad Autónoma de Buenos Aires.